# 南塞德里斯科
南塞德里斯科（西班牙語：Nance de Riscó），是巴拿馬的城鎮，位於該國西北部，由博卡斯德爾托羅省的錢吉諾拉區負責管轄，面積168.8平方公里，2010年人口8,387，人口密度每平方公里49.7人。